# Arefu
Arefu is een Roemeense gemeente in het district Argeș, iets ten zuiden van het Vidrarumeer. In 2009 telde Arefu 2609 inwoners.

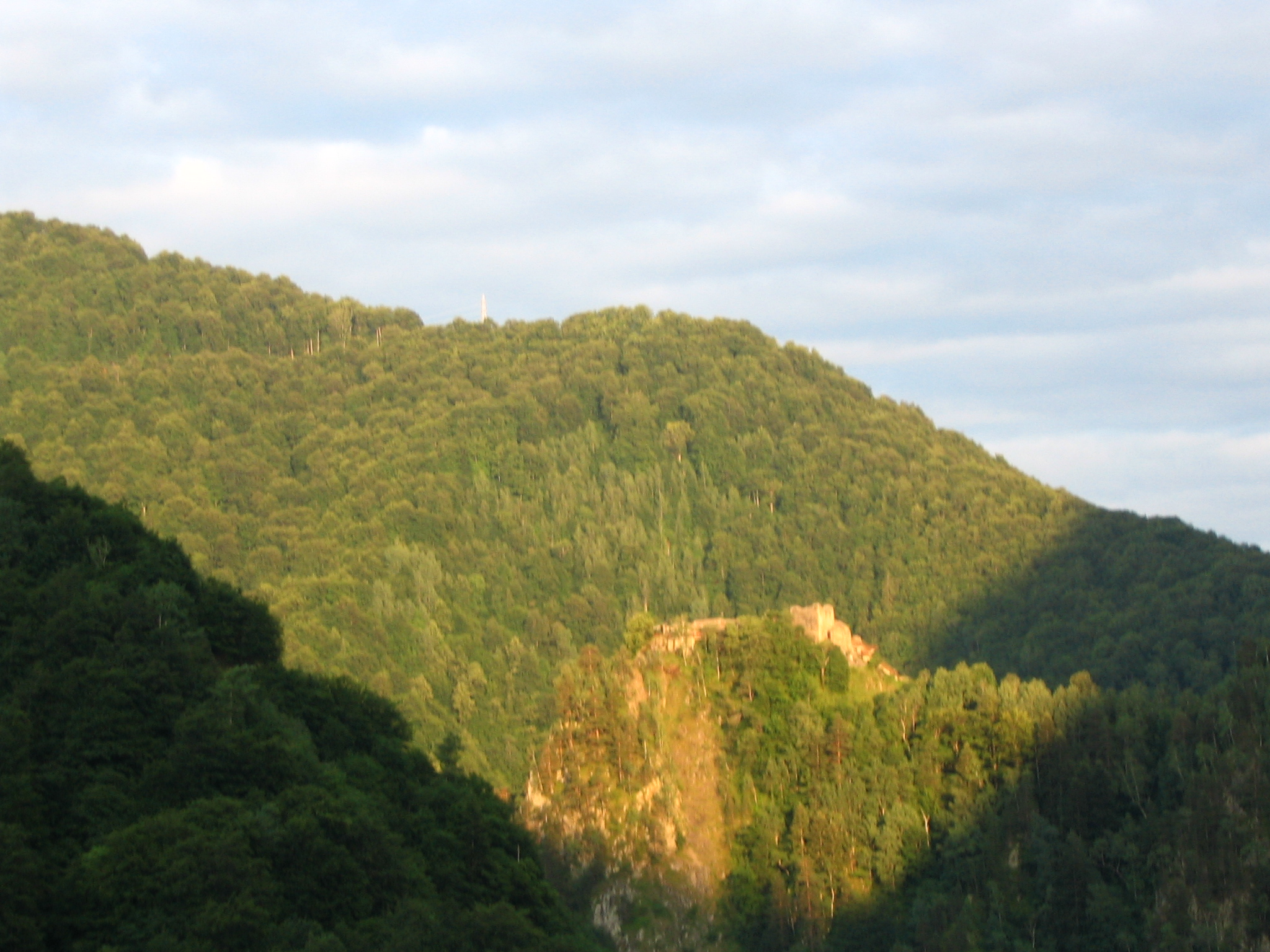
Aninoasa